# Feaellidae
Feaellidae es una familia de pseudoscorpiones que comprende un solo género Feaella.

## Especies
Feaella Ellingsen, 1906
- subgenus Feaella Ellingsen, 1906

- Feaella mirabilis Ellingsen, 1906 — oeste de África
- Feaella mombasica Beier, 1955 — Kenia

- subgenus Difeaella Beier, 1966

- Feaella krugeri (Beier, 1966) — África

- subgenus Tetrafeaella Beier, 1955

- Feaella affinis Hirst, 1911 — Seychelles
- Feaella anderseni (Harvey, 1989) — Australia
- Feaella capensis Beier, 1955 — sur de África

- Feaella capensis nana (Beier, 1966) — sur de África

- Feaella indica J.C. Chamberlin, 1931
- Feaella leleupi (Beier, 1959) — República Democrática del Congo
- Feaella mucronata Tullgren, 1907 — sur de África
- Feaella parva Beier, 1947 — sur de África
- Feaella perreti (Mahnert, 1982) — Kenia